# Latvian-Estonian Basketball League 2020-2021
La Latvian-Estonian Basketball League 2020-2021, o Paf Latvian–Estonian Basketball League per ragioni di sponsorizzazione, è stata la 3ª edizione della Lega Lettone-Estone, la combinazione dei principali campionati di pallacanestro di Lettonia ed Estonia.
La stagione è iniziata il 3 ottobre 2020 ed è finita l'11 aprile 2021. Le Final Six si sono giocate all'Elektrum Olimpiskais Sporta centrs di Riga, con il Kalev/Cramo che ha vinto il suo primo titolo.

## Regolamento e formato
Inizialmente doveva essere confermato il formato della competizione con un girone all'italiana con partite di andata e ritorno, dove alla fine le migliori otto squadre accedono ai play-off, partendo dai quarti di finale. Tuttavia a causa del continuo della pandemia di COVID-19 è stato pianificato che durante la regular season le squadre incontrino solo altri team della stessa nazione, evitando partite internazionali.

## Regular season

### Estonia
Aggiornata al 2 aprile 2021.
| Pos. | Squadra        | G  | V  | P  | PF   | PS   | Dif  | Perc |                              |
| ---- | -------------- | -- | -- | -- | ---- | ---- | ---- | ---- | ---------------------------- |
| 1.   | Kalev/Cramo    | 23 | 21 | 2  | 2066 | 1619 | +447 | .913 | Qualificate semifinali       |
| 2.   | Pärnu          | 24 | 17 | 7  | 1938 | 1830 | +108 | .708 | Qualificate quarti di finale |
| 3.   | Rapla          | 24 | 13 | 11 | 1862 | 1793 | +69  | .542 | Qualificate quarti di finale |
| 4.   | TalTech        | 24 | 11 | 13 | 1756 | 1899 | −143 | .458 |                              |
| 5.   | Rakvere Tarvas | 23 | 10 | 13 | 1806 | 1818 | −12  | .435 |                              |
| 6.   | Tartu Ülikooli | 24 | 8  | 16 | 1734 | 1966 | −232 | .333 |                              |
| 7.   | Tallinna Kalev | 24 | 3  | 21 | 1871 | 2108 | -237 | .125 |                              |

### Lettonia
Aggiornata al 2 aprile 2021.
| Pos. | Squadra               | G  | V  | P  | PF   | PS   | Dif  | Perc |                              |
| ---- | --------------------- | -- | -- | -- | ---- | ---- | ---- | ---- | ---------------------------- |
| 1.   | VEF Rīga              | 25 | 23 | 2  | 2264 | 1768 | +496 | .920 | Qualificata semifinali       |
| 2.   | Ventspils             | 25 | 15 | 10 | 2071 | 2044 | +27  | .600 | Qualificate quarti di finale |
| 3.   | Ogre                  | 25 | 14 | 11 | 2028 | 1922 | +108 | .560 | Qualificate quarti di finale |
| 4.   | Liepājas lauvas       | 25 | 12 | 13 | 1988 | 2036 | −48  | .480 |                              |
| 5.   | Valmiera              | 25 | 7  | 18 | 1877 | 2145 | −268 | .280 |                              |
| 6.   | Latvijas Universitāte | 25 | 4  | 21 | 1698 | 2011 | −313 | .160 |                              |

## Final Six
Nelle Final 6 si affrontano le 3 squadre migliori classificate di ogni paese, con le prime classificate di ogni paese che entrano in gioco direttamente nelle semifinali. Le sfide iniziano l'8 aprile a Riga, in Lettonia.

### Tabellone
|  | Quarti di finale | Quarti di finale | Quarti di finale |          |             | Semifinali  | Semifinali      | Semifinali      |                 |       | Finale | Finale | Finale |  |
|  |                  |                  |                  |          |             |             |                 |                 |                 |       |        |        |        |  |
|  |                  |                  |                  |          |             | Kalev/Cramo | Kalev/Cramo     | 83              |                 |       |        |        |        |  |
|  |                  |                  |                  |          |             | Kalev/Cramo | Kalev/Cramo     | 83              |                 |       |        |        |        |  |
|  |                  |                  | Rapla            | Rapla    | 63          |             |                 |                 |                 |       |        |        |        |  |
|  | Ventspils        | Ventspils        | Rapla            | Rapla    | 63          | 69          |                 |                 |                 |       |        |        |        |  |
|  | Ventspils        | Ventspils        |                  |          |             |             |                 |                 |                 |       |        |        |        |  |
|  | Rapla            | Rapla            | 79               |          |             |             |                 |                 |                 |       |        |        |        |  |
|  | Rapla            | Rapla            | 79               |          | Kalev/Cramo | Kalev/Cramo | 86              |                 |                 |       |        |        |        |  |
|  |                  |                  |                  |          |             |             |                 |                 |                 |       |        |        |        |  |
|  |                  |                  | VEF Rīga         | VEF Rīga | 75          |             |                 |                 |                 |       |        |        |        |  |
|  |                  |                  |                  | VEF Rīga | 75          |             |                 |                 |                 |       |        |        |        |  |
|  |                  |                  |                  |          |             |             |                 |                 |                 |       |        |        |        |  |
|  |                  |                  |                  |          |             |             |                 |                 |                 |       |        |        |        |  |
|  |                  | VEF Rīga         | VEF Rīga         | 90       |             |             | Finale 3º posto | Finale 3º posto | Finale 3º posto |       |        |        |        |  |
|  |                  |                  |                  | 90       |             |             |                 |                 |                 |       |        |        |        |  |
|  |                  |                  | Ogre             | Ogre     | 85          |             |                 |                 |                 |       |        |        |        |  |
|  | Pärnu            | Pärnu            | Ogre             | Ogre     | 85          | 68          |                 |                 | Rapla           | Rapla | 73     |        |        |  |
|  | Pärnu            | Pärnu            |                  |          |             |             |                 |                 | Rapla           | Rapla | 73     |        |        |  |
|  | Ogre             | Ogre             | 77               |          |             | Ogre        | Ogre            | 75              |                 |       |        |        |        |  |

### Finale
| Riga 12 aprile 2021, ore 17:00 UTC+3 | VEF Rīga   | 75 – 86 (29-20, 48-48, 64-67) referto                                                                                          | Kalev/Cramo | Elektrum Olimpiskais Sporta centrs |
| \| \| \| \| \| Allman 18 \| Punti \| 22 Kemp \| \| Šķēle 9 \| Assist \| 7 Keene \| \| Allman, Kyser, Šķēle 5 \| Rimbalzi \| 9 Jõesaar, Kemp \| \| 0 Allman• 1 Kyser• 3 Piñeiro• 4 Zoriks• 24 Madsen 7 Krūmiņš• 12 Kohs• 15 Ate• 21 Šķēle• 27 Helmanis \| Formazioni \| 2 Thomas• 3 Keene• 9 Kemp• 21 Jõesaar• 22 Dorbek 8 Kurbas• 13 Hermet• 18 Kaufmanis• 20 Nurger• 24 Sunelik• 32 Townes• 40 Lewis \| \| Jānis Gailītis \| Allenatori \| Roberts Štelmahers \| |            | |             |                                    |
| |            | |             |                                    |
| Allman 18 | Punti      | 22 Kemp |             |                                    |
| Šķēle 9 | Assist     | 7 Keene |             |                                    |
| Allman, Kyser, Šķēle 5 | Rimbalzi   | 9 Jõesaar, Kemp |             |                                    |
| 0 Allman• 1 Kyser• 3 Piñeiro• 4 Zoriks• 24 Madsen 7 Krūmiņš• 12 Kohs• 15 Ate• 21 Šķēle• 27 Helmanis | Formazioni | 2 Thomas• 3 Keene• 9 Kemp• 21 Jõesaar• 22 Dorbek 8 Kurbas• 13 Hermet• 18 Kaufmanis• 20 Nurger• 24 Sunelik• 32 Townes• 40 Lewis |             |                                    |
| Jānis Gailītis | Allenatori | Roberts Štelmahers |             |                                    |

## Squadra vincitrice
|    | Naz.                                                | Ruolo | Sportivo            | Anno | Alt. | Peso |  |
| -- | --------------------------------------------------- | ----- | ------------------- | ---- | ---- | ---- |  |
| 2  | Stati Uniti (bandiera)                              | C     | Devin Thomas        | 1994 | 206  | 111  |  |
| 3  | Stati Uniti (bandiera)                              | P     | Marcus Keene        | 1995 | 175  | 80   |  |
| 5  | Estonia (bandiera)                                  | P     | Sten Sokk           | 1993 | 184  | 84   |  |
| 8  | Estonia (bandiera)                                  | AP    | Tanel Kurbas        | 1988 | 197  | 90   |  |
| 9  | Stati Uniti (bandiera)                              | AG    | Maurice Kemp        | 1991 | 203  | 92   |  |
| 11 | Estonia (bandiera)                                  | G     | Georg Kask          | 2002 | 187  | 88   |  |
| 13 | Estonia (bandiera)                                  | AG    | Kregor Hermet       | 1997 | 205  | 109  |  |
| 18 | Lettonia (bandiera)                                 | PG    | Jānis Kaufmanis     | 1989 | 185  | 90   |  |
| 20 | Estonia (bandiera)                                  | C     | Rauno Nurger        | 1993 | 208  | 108  |  |
| 21 | Estonia (bandiera)                                  | AP    | Janari Jõesaar      | 1993 | 198  | 88   |  |
| 22 | Estonia (bandiera)                                  | G     | Martin Dorbek       | 1991 | 194  | 85   |  |
| 24 | Estonia (bandiera)                                  | GA    | Indrek Sunelik      | 2000 | 200  | 87   |  |
| 32 | Stati Uniti (bandiera) · Rep. Dominicana (bandiera) | PG    | Marques Townes      | 1995 | 193  | 93   |  |
| 40 | Stati Uniti (bandiera)                              | G     | Chavaughn Lewis     | 1993 | 195  | 88   |  |
| -  | Estonia (bandiera)                                  | G     | Julius-Erik Kastein | 2003 | 192  | 78   |  |
|    | Lettonia (bandiera)                                 | ALL   | Roberts Štelmahers  |      |      |      |  |

## Premi

### Riconoscimenti individuali
| Riconoscimento | Giocatore    | Squadra     | Note  |
| -------------- | ------------ | ----------- | ----- |
| MVP            | Maurice Kemp | Kalev/Cramo | [ 2 ] |

### Quintetto ideale
- Miglior quintetto:
P: Brandon Childress ( Rapla)
G: Kyle Allman ( Kalev/Cramo)
A: Janari Jõesaar ( Kalev/Cramo)
A: Rihards Kuksiks ( Rakvere Tarvas)
C: Maurice Kemp ( Kalev/Cramo)

Fonte: estlatbl

## Campionato estone
Aggiornata al 27 aprile 2021.
| Pos. | Squadra        | G  | V  | P  | Dif  | Perc |                        |
| ---- | -------------- | -- | -- | -- | ---- | ---- | ---------------------- |
| 1.   | Kalev/Cramo    | 34 | 32 | 2  | +660 | .941 | Qualificata semifinali |
| 2.   | Pärnu          | 34 | 25 | 9  | +245 | .735 |                        |
| 3.   | Rapla          | 34 | 20 | 14 | +107 | .588 |                        |
| 4.   | Rakvere Tarvas | 32 | 12 | 20 | −107 | .375 |                        |
| 5.   | TalTech        | 31 | 11 | 20 | −276 | .355 |                        |
| 6.   | Tartu Ülikooli | 34 | 11 | 23 | −308 | .324 |                        |
| 7.   | Tallinna Kalev | 31 | 4  | 27 | -321 | .129 |                        |

### Tabellone
I quarti di finale si sono disputati al meglio delle 3 gare, mentre le semifinali e la finale vengono giocate alla meglio delle 5 gare.
|  | Quarti di finale | Quarti di finale | Quarti di finale |                |             | Semifinali  | Semifinali  | Semifinali |                |                 | Finale          | Finale          | Finale |  |
|  |                  |                  |                  |                |             |             |             |            |                |                 |                 |                 |        |  |
|  |                  |                  |                  |                |             | Kalev/Cramo | Kalev/Cramo | 3          |                |                 |                 |                 |        |  |
|  |                  |                  |                  |                |             | Kalev/Cramo | Kalev/Cramo | 3          |                |                 |                 |                 |        |  |
|  |                  |                  | Rakvere Tarvas   | Rakvere Tarvas | 0           |             |             |            |                |                 |                 |                 |        |  |
|  | Rakvere Tarvas   | Rakvere Tarvas   | Rakvere Tarvas   | Rakvere Tarvas | 0           | 2           |             |            |                |                 |                 |                 |        |  |
|  | Rakvere Tarvas   | Rakvere Tarvas   |                  |                |             |             |             |            |                |                 |                 |                 |        |  |
|  | TalTech          | TalTech          | 0                |                |             |             |             |            |                |                 |                 |                 |        |  |
|  | TalTech          | TalTech          | 0                |                | Kalev/Cramo | Kalev/Cramo | 3           |            |                |                 |                 |                 |        |  |
|  |                  |                  |                  |                |             |             |             |            |                |                 |                 |                 |        |  |
|  |                  |                  | Pärnu            | Pärnu          | 1           |             |             |            |                |                 |                 |                 |        |  |
|  | Pärnu            | Pärnu            | Pärnu            | Pärnu          | 1           | 2           |             |            |                |                 |                 |                 |        |  |
|  | Pärnu            | Pärnu            |                  |                |             | 2           |             |            |                |                 |                 |                 |        |  |
|  | Tallinna Kalev   | Tallinna Kalev   | 0                |                |             |             |             |            |                |                 |                 |                 |        |  |
|  | Tallinna Kalev   | Tallinna Kalev   | 0                |                | Pärnu       | Pärnu       | 3           |            |                | Finale 3º posto | Finale 3º posto | Finale 3º posto |        |  |
|  |                  |                  |                  |                | Pärnu       | Pärnu       | 3           |            |                |                 |                 |                 |        |  |
|  |                  |                  | Rapla            | Rapla          | 0           |             |             |            |                |                 |                 |                 |        |  |
|  | Rapla            | Rapla            | Rapla            | Rapla          | 0           | 2           |             |            | Rakvere Tarvas | Rakvere Tarvas  | 2               |                 |        |  |
|  | Rapla            | Rapla            |                  |                |             |             |             |            | Rakvere Tarvas | Rakvere Tarvas  | 2               |                 |        |  |
|  | Tartu Ülikooli   | Tartu Ülikooli   | 1                |                |             | Rapla       | Rapla       | 3          |                |                 |                 |                 |        |  |

### Verdetti
| Korvpalli Meistriliiga 2020-2021 |
| -------------------------------- |
| Kalev/Cramo 12º titolo           |

- MVP:  Chavaughn Lewis

### Squadra vincitrice
|    | Naz.                                                | Ruolo | Sportivo           | Anno | Alt. | Peso |  |
| -- | --------------------------------------------------- | ----- | ------------------ | ---- | ---- | ---- |  |
| 2  | Stati Uniti (bandiera)                              | AG    | Devin Thomas       | 1994 | 206  | 111  |  |
| 3  | Stati Uniti (bandiera)                              | P     | Marcus Keene       | 1995 | 175  | 79   |  |
| 5  | Estonia (bandiera)                                  | P     | Sten Sokk          | 1993 | 184  | 80   |  |
| 8  | Estonia (bandiera)                                  | AP    | Tanel Kurbas       | 1988 | 197  | 90   |  |
| 9  | Stati Uniti (bandiera)                              | AG    | Maurice Kemp       | 1991 | 203  | 86   |  |
| 11 | Estonia (bandiera)                                  | P     | Georg Kask         | 2002 | 187  | 88   |  |
| 13 | Estonia (bandiera)                                  | AG    | Kregor Hermet      | 1997 | 204  | 98   |  |
| 18 | Lettonia (bandiera)                                 | PG    | Jānis Kaufmanis    | 1989 | 186  | 88   |  |
| 20 | Estonia (bandiera)                                  | C     | Rauno Nurger       | 1993 | 208  | 105  |  |
| 21 | Estonia (bandiera)                                  | AP    | Janari Jõesaar     | 1993 | 198  | 94   |  |
| 22 | Estonia (bandiera)                                  | G     | Martin Dorbek      | 1991 | 193  | 87   |  |
| 24 | Estonia (bandiera)                                  | AP    | Indrek Sunelik     | 2000 | 200  | 84   |  |
| 32 | Stati Uniti (bandiera) · Rep. Dominicana (bandiera) | G     | Marques Townes     | 1995 | 193  | 94   |  |
| 40 | Stati Uniti (bandiera)                              | G     | Chavaughn Lewis    | 1993 | 196  | 84   |  |
|    | Lettonia (bandiera)                                 | ALL   | Roberts Štelmahers |      |      |      |  |

## Campionato lettone
Le sei squadre lettoni sono qualificate ai play-offs per il titolo nazionale.
I quarti di finale e le semifinali sono disputate al meglio delle 5 gare con il format (1-1-1-1-1), mentre la finale viene giocata alla meglio delle 7 gare.

### Tabellone
|  | Quarti di finale      | Quarti di finale      | Quarti di finale |                 |          | Semifinali      | Semifinali      | Semifinali      |                 |      | Finale | Finale | Finale |  |
|  |                       |                       |                  |                 |          |                 |                 |                 |                 |      |        |        |        |  |
|  |                       |                       |                  |                 |          | VEF Rīga        | VEF Rīga        | 3               |                 |      |        |        |        |  |
|  |                       |                       |                  |                 |          | VEF Rīga        | VEF Rīga        | 3               |                 |      |        |        |        |  |
|  |                       |                       | Liepājas lauvas  | Liepājas lauvas | 0        |                 |                 |                 |                 |      |        |        |        |  |
|  | Liepājas lauvas       | Liepājas lauvas       | Liepājas lauvas  | Liepājas lauvas | 0        | 3               |                 |                 |                 |      |        |        |        |  |
|  | Liepājas lauvas       | Liepājas lauvas       |                  |                 |          |                 |                 |                 |                 |      |        |        |        |  |
|  | Valmiera              | Valmiera              | 2                |                 |          |                 |                 |                 |                 |      |        |        |        |  |
|  | Valmiera              | Valmiera              | 2                |                 | VEF Rīga | VEF Rīga        | 4               |                 |                 |      |        |        |        |  |
|  |                       |                       |                  |                 |          |                 |                 |                 |                 |      |        |        |        |  |
|  |                       |                       | Ventspils        | Ventspils       | 0        |                 |                 |                 |                 |      |        |        |        |  |
|  |                       |                       |                  | Ventspils       | 0        |                 |                 |                 |                 |      |        |        |        |  |
|  |                       |                       |                  |                 |          |                 |                 |                 |                 |      |        |        |        |  |
|  |                       |                       |                  |                 |          |                 |                 |                 |                 |      |        |        |        |  |
|  |                       | Ventspils             | Ventspils        | 3               |          |                 | Finale 3º posto | Finale 3º posto | Finale 3º posto |      |        |        |        |  |
|  |                       |                       |                  | 3               |          |                 |                 |                 |                 |      |        |        |        |  |
|  |                       |                       | Ogre             | Ogre            | 1        |                 |                 |                 |                 |      |        |        |        |  |
|  | Ogre                  | Ogre                  | Ogre             | Ogre            | 1        | 3               |                 |                 | Ogre            | Ogre | 1      |        |        |  |
|  | Ogre                  | Ogre                  |                  |                 |          |                 |                 |                 | Ogre            | Ogre | 1      |        |        |  |
|  | Latvijas Universitāte | Latvijas Universitāte | 1                |                 |          | Liepājas lauvas | Liepājas lauvas | 0               |                 |      |        |        |        |  |

### Verdetti
| Latvijas Basketbola Līga 2020-2021 |
| ---------------------------------- |
| VEF Rīga 8º titolo                 |

- MVP:  Kyle Allman

### Squadra vincitrice
|    | Naz.                                           | Ruolo | Sportivo           | Anno | Alt. | Peso |  |
| -- | ---------------------------------------------- | ----- | ------------------ | ---- | ---- | ---- |  |
| 0  | Stati Uniti (bandiera)                         | PG    | Kyle Allman        | 1997 | 191  | 79   |  |
| 1  | Stati Uniti (bandiera)                         | AC    | Michale Kyser      | 1991 | 207  | 95   |  |
| 3  | Stati Uniti (bandiera) · Porto Rico (bandiera) | A     | Isaiah Piñeiro     | 1995 | 201  | 98   |  |
| 4  | Lettonia (bandiera)                            | P     | Kristers Zoriks    | 1998 | 193  | 86   |  |
| 6  | Lettonia (bandiera)                            | G     | Mārcis Vītols      | 1992 | 185  | 91   |  |
| 7  | Lettonia (bandiera)                            | P     | Emīls Krūmiņš      | 2001 | 186  | 82   |  |
| 8  | Lettonia (bandiera)                            | AP    | Oskars Hlebovickis | 2000 | 200  | 92   |  |
| 10 | Lettonia (bandiera)                            | C     | Raivo Butirins     | 2003 | 203  |      |  |
| 12 | Lettonia (bandiera)                            | AG    | Verners Kohs       | 1997 | 206  | 93   |  |
| 15 | Lettonia (bandiera)                            | G     | Artis Ate          | 1989 | 193  | 87   |  |
| 21 | Lettonia (bandiera)                            | G     | Aigars Šķēle       | 1992 | 192  | 84   |  |
| 22 | Lettonia (bandiera)                            | A     | Pēteris Salmiņš    | 2001 | 203  | 87   |  |
| 24 | Finlandia (bandiera)                           | C     | Alexander Madsen   | 1995 | 208  | 105  |  |
| 27 | Lettonia (bandiera)                            | AG    | Arnolds Helmanis   | 1992 | 201  | 96   |  |
|    | Lettonia (bandiera)                            | ALL   | Jānis Gailītis     |      |      |      |  |